# Ryck
Le Ryck est un fleuve côtier allemand d'une longueur de 30,7 km qui coule dans le land du Mecklembourg-Poméranie-Occidentale. Il se jette dans la baie de Greifswald dans la mer Baltique.

## Source de la traduction
- (de) Cet article est partiellement ou en totalité issu de l’article de Wikipédia en allemand intitulé « Ryck » (voir la liste des auteurs).